# Eva Sakálová

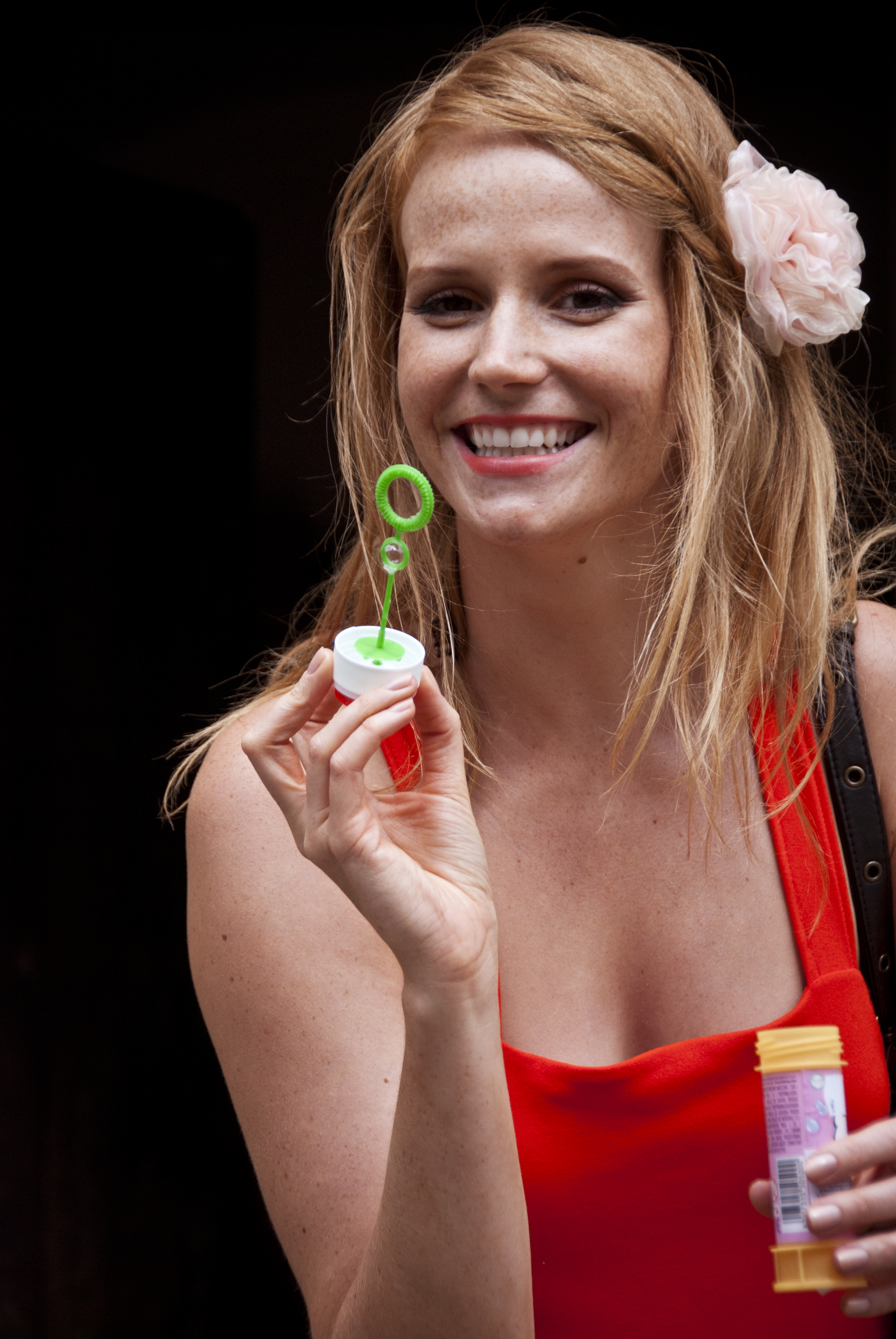
Eva Sakálová im Jahr 2011

Eva Sakálová (* 9. Mai 1985 in Bratislava) ist eine slowakische Schauspielerin.

## Leben
Eva Sakálová wurde in Bratislava geboren. Schon Anfang der 2000er Jahre trat sie mit 16 Jahren im Radošinské naivné divadlo auf und bekam wenig später eine Rolle am Slowakischen Nationaltheater am Hviezdoslav-Platz angeboten, wo sie in Alice im Wunderland Alice spielte. Nachdem sie die Musik-Drama-Abteilung des Konservatorium Bratislava besuchte, studierte sie dann an der Hochschule für Musische Künste Bratislava (VŠMU) Schauspiel und erlangte im Juli 2007 ihren Abschluss. Danach spielte sie am Slowakischen Nationaltheater in mehreren Stücken mit, ab Dezember 2007 gastierte sie am Radošinské naivné divadlo unter der Regie von Juraj Nvota.
2007 trat sie in der Fernsehserie Ordinácia v ruzovej záhrade auf und spielte in den darauffolgenden Jahren in mehreren erfolgreichen Serien mit. Dazu zählen unter anderem Dokonalý svet, Ratownicy sowie die Telenovela Panelák, in der sie in fast 300 Folgen mitspielte. Filmrollen hatte sie in Malé oslavy von Zdenek Tyc, 7 dni hrichu von Jirí Chlumský, Orangentage von Ivan Pokorný oder dem Episodenfilm Liebe möglicherweise von Michael Kreihsl.

## Filmografie
- 2007: Ordinácia v ruzovej záhrade
- 2008: Malé oslavy
- 2010: Dokonalý svet
- 2010: Ratownicy
- 2012: 7 dni hrichu
- 2012–2014: Panelák
- 2016: Liebe möglicherweise
- 2019: Orangentage (Uzly a pomerance)
- 2020: Vier Saiten
- 2020: Skutocné príbehy (Fernsehserie, 1 Folge)
- 2023: Kajtek Czarodziej